# Малькевич, Александр Александрович
Алекса́ндр Алекса́ндрович Мальке́вич (род. 14 июня 1975, Ленинград) — российский журналист, телеведущий, пропагандист, занимающийся связями с общественностью и политическими избирательными технологиями. С 8 сентября 2024 года – депутат Законодательного Собрания Санкт-Петербурга VII созыва.
Генеральный директор телеканала «Санкт-Петербург» (с 2021 года). Занимал должности в Комиссии Общественной палаты РФ по развитию информационного сообщества, СМИ и массовых коммуникаций: председателя (2018—2020) и первого заместителя (2020 – 2024). В сентябре 2024 года покинул состав Общественной палаты в связи с избранием в совет депутатов Санкт Петербурга. Кандидат политических наук, доцент.
В качестве российского пропагандиста находится под санкциями всех стран Евросоюза, США, Канады и других стран

## Биография
Александр Малькевич родился 14 июня 1975 года в Ленинграде в семье ветерана труда и учителя. В 1992 году окончил среднюю школу № 107 Выборгского района Санкт-Петербурга с золотой медалью. Получил два высших образования — юридическое и в области государственного и муниципального управления.
С 1991 года Малькевич работал журналистом в ряде петербургских газет. Первый продюсер певицы Зары. С 1998 по 2002 годы главный редактор детской газеты «Пять углов».
В 2002—2003 годах заместитель председателя Комитета по печати и связям с общественностью Администрации Санкт-Петербурга, в 2003—2007 годах — заместитель директора Медиацентра Северо-Западной академии государственной службы. В ноябре 2004 года был избран депутатом Муниципального совета округа Пискарёвка (Санкт-Петербург).
В 2003 году в Северо-Западной академии государственной службы под научным руководством доктора филологических наук, профессора Л. Э. Варустина защитил диссертацию на соискание учёной степени кандидата политических наук по теме «Средства массовой коммуникации в избирательном процессе современной России: состояние, система, механизмы взаимодействия» (специальность 23.00.02 — политические институты, этнополитическая конфликтология, национальные и политические процессы и технологии).
В 2007—2009 годах работал главным редактором Санкт-Петербургского общественно-политического канала «Ваше общественное телевидение!» («ВОТ!»). В 2010 году возглавил телеканал «Новгородское областное телевидение» и вошёл в состав правления «Национальной ассоциации телерадиовещателей России».
С 2013 по 2014 годы Малькевич был руководителем холдинга «КЧР медиа», главным редактором группы «КЧР Медиа» и генеральным директором телеканала «Архыз 24». C 2014 по 2018 годы был генеральным директором регионального телевизионного канала Омской области ГТРК «Омск» (12 канал). Затем он стал главным редактором ООО «Международное агентство новостей» («МАН»), руководителем проекта «USA Really».
9 ноября 2018 года задержан сотрудниками ФБР в аэропорту Вашингтона, после обыска и допроса освобождён под обязательство зарегистрировать USA Really как иностранного агента. 19 декабря журналист попал под санкции США за связь с так называемой «Фабрикой троллей». После этого политик призвал российские власти проверить конкретные иностранные СМИ на соответствие их новостей законодательству Российской Федерации. В июле 2019 года американский журнал Foreign Policy опубликовал статью, обвиняющую сотрудников Малькевича во вмешательстве в выборы в Ливии.
В 2019—2020 годах — президент Фонда защиты национальных ценностей.
Малькевич был тесно связан с долгое время близким к президенту РФ Владимиру Путину бизнесменом и создателем ЧВК Вагнера Евгением Пригожиным (Федеральное агентство новостей входит в холдинг «Патриот», попечительский совет которого тот и возглавляет).
После российского вторжения на Украину в 2022 году находится в «рабочей командировке» на оккупированных территориях Украины, где ведёт различную пропагандистскую деятельность, среди которых участие в создании пророссийских телеканалов: запорожского «За! ТВ», мариупольского «Мариуполь-24» и херсонского «Таврия», до июня 2024 года работал заведующим кафедрой журналистики и медиакоммуникаций «Херсонского государственного университета» МОН РФ и управлением Херсонским отделением Союза журналистов России. Деятельность в Херсоне закончилась в ноябре 2022 года после контрнаступления ВСУ, он покинул город с частью оборудования и некоторыми сотрудниками, один из которых (бывший оперативник ФСБ, переквалифицировавшийся в журналиста) погиб при обстреле, получившая в ходе которого ранение 16-летняя корреспондентка «Таврии» впоследствии была награждена Владимиром Путиным орденом Мужества.
С июля 2024 года – заведующий кафедрой социальных коммуникаций факультета филологии и социальных коммуникаций в Азовском государственном педагогическом университете (Бердянск, Запорожская область).
Согласно международному журналистскому проекту Kremlin Leaks, провластное АНО «Интеграция» развивала в том числе его телеграм-канал.

## Общественная деятельность
С 2017 года – член  Общественной палаты Российской Федерации VI, VII и VIII созывов (с 2023 года – по т.н. "президентскому списку", полномочия приостановлены), первый заместитель председателя комиссии по развитию информационного сообщества, СМИ и массовых коммуникаций (в 2018-2020 годах – председатель комиссии по развитию информационного сообщества, СМИ и массовых коммуникаций). 
2018-2023 годы – руководитель Рабочей группы Общественной палаты России по противодействию распространению недостоверной информации, общественному контролю и безопасности сети «Интернет».
4 декабря 2024 года включён в состав Совета по правам человека по развитию гражданского общества при президенте РФ.

## Санкции
В 2018 и 2021 годах США ввели против Малькевича персональные санкции за «попытки повлиять на президентские выборы в США в 2020 году, а также другие акты дезинформации и вмешательства» и «содействие глобальным дезинформационным операциям Пригожина».
8 апреля 2022 года, на фоне вторжения России на Украину включён в санкционные списки всех стран Евросоюза, как «российский пропагандист» который «поддерживает действия или политику, которые подрывают или угрожают территориальной целостности, суверенитету и независимости Украины, а также стабильности и безопасности в Украине»

25 февраля 2022 года Малькевич заявил, что продолжающаяся военная агрессия против Украины является «спецоперацией» по денацификации Украины и что цели захватить страну нет. 16.03.2022 Малькевич принял участие в заседании Общественной палаты РФ на тему «Эскалация информационной войны: защита интересов России», где обсуждалось, насколько важно доносить достоверную информацию, чтобы люди могли понять, почему принято решение проводить «спецоперацию» в Украине и какова её цель— «Официальный журнал Европейского союза», Брюссель, 8 апреля 2022 года.
По аналогичным основаниям включён в санкционные списки Канады, Японии, Великобритании, Украины и Швейцарии. Ранее Малькевич был внесён ФБК в список коррупционеров и разжигателей войны как российский пропагандист и «один из создателей фабрики ботов (троллей), распространяющих в Интернете фейковые новости, в том числе фейки о выборах в США и фейки об Украине».

## Уголовное преследование на Украине
В июне 2023 года СБУ выставила Александру Малькевичу подозрение согласно части 6 статьи 111-1 Уголовного кодекса Украины; Малькевичу вменяется «создание медийных проектов в разных странах мира для распространения прокремлевского контента», тюремный срок по вменяемой ему статье может составить до 12 лет.

## Малькевич и Википедия
В апреле 2018 году журналистка омского городского портала bk55.ru Елизавета Светлая заподозрила сотрудников пресс-службы Малькевича в редактировании статьи о нём в Русской Википедии. Позже журналист омского сайта ngs55.ru Николай Эйхвальд указал, что автором правок могла быть сотрудница Новгородского областного телевидения Александра Хмелёва.
9 июля 2019 года на сайте Общественной палаты РФ опубликовали критический комментарий Малькевича о «Википедии» в поддержку создания российской онлайн-энциклопедии. В августе 2019 года Малькевич заявил, что России нужны собственные аналоги таких американских интернет-площадок как YouTube и «Википедия». Политик также вошёл в рабочую группу Общественной палаты по общественному контролю в сфере интернета, ключевыми задачами которой стали «анализ западной практики регулирования сети Интернет» и «разработка мер, которые помогут противостоять давлению западных социальных медиа на российские СМИ». 31 октября 2019 года на сайте Фонда защиты национальных ценностей, который возглавляет Малькевич, была опубликована статья, которая обвиняла «Википедию» в избирательном удалении статей о нескольких африканских политиках, дружественных России. 25 декабря 2019 года фонд опубликовал доклад, посвящённый нарушениям прав российских пользователей со стороны администрации Twitter, а в 2020 году Малькевич обещал опубликовать аналогичный доклад о нарушениях со стороны Google, Apple и «Википедии».
В марте 2020 года Малькевич сообщил интернет-изданию «Ридус» о том, что «Википедия» удалила статью проекта «Антипропаганда», в которой говорилось о якобы «продажности администрации» ресурса. 15 апреля 2020 года Малькевич в интервью «ФедералПресс» вновь обвинил «Википедию» в «односторонней модерации».
10 июля 2020 году в YouTube Fake News в передаче «Чак Норрис поздравляет Соловьёва. ФСБ против журналиста. Путин и Господь-Господь» рассказал про Александра Малькевича и правки в Википедии.
16 марта 2022 года Малькевич заявил, что отдельным направлением информационной войны против России стала попытка превратить Википедию в действенное орудие этой войны. По словам Малькевича, были выявлены 13 человек, которые на системной основе занимались переписыванием Википедии, превращая её в политически ангажированный ресурс.
30 октября 2023 года, комментируя предложение депутатов Госдумы убрать «Википедию» из результатов поиска за нарушение «Закона о приземлении», Малькевич вновь обвинил ресурс в обилии фейков, неконтролируемой политике редактирования материалов и скрытой пропаганде. В качестве альтернативы он призвал пользоваться сайтом Рувики.

## Награды и звания
- В 2012[53], 2015[54] и 2017 годах становился лауреатом Национальной Премии «Медиа-Менеджер России»[55].
- В 2017 году Малькевичу и другим создателям телевизионной детской историко-патриотической игры «Знамя Ермака» присудили Премию Правительства России в области культуры[56].
- В 2018 году Малькевич 19-е место в рейтинге самых цитируемых журналистов России по данным исследовательской компании «Медиалогия»[57], в 2019 году — 14 место[58].
- В 2020 году медиа-менеджер вышел в финал конкурса «Лидеры России. Политика», организованном Администрацией Президента РФ[59].
- В 2021 году Малькевич награждён медалью ордена «За заслуги перед Отечеством» II степени[60].
- В 2021 и 2022 годах вошёл в «Топ-1000 российских менеджеров» (рейтинг Ассоциации менеджеров и ИД «Коммерсантъ»), а именно в список «Высшие руководители. Топ-250» в блоке "Медиабизнес[61][62].
- В 2022 году журналист получил Премию Правительства в области средств массовой информации (27 декабря 2022 года) — за организацию работы телеканалов на освобождаемых территориях[63].
- Нагрудный знак МИД РФ «За взаимодействие» (8 июня 2023 года)[64].
- Орден Дружбы (15 августа 2023 года, Южная Осетия) — за вклад в развитие и укрепление дружественных отношений между народами и в связи с празднованием 15-й годовщины признания Российской Федерацией Республики Южная Осетия в качестве суверенного и независимого государства[65].
- Орден Мужества (Указом Президента в декабре 2022 года, вручен 30 марта 2023 года в Москве) – за мужество и отвагу, проявленные при исполнении профессионального долга.[66]